# 玉泉观
34°35′07″N 105°42′29″E / 34.5854°N 105.7081°E
玉泉观位于中国甘肃省天水市秦州区，2006年被列为第六批全国重点文物保护单位，2010年被列为国家4A级旅游景区。
玉泉观始建于唐代，现存为明、清建筑，共有90余座建筑，玉皇殿为保存最完整的明代建筑之一。玉泉观内珍存历代碑石55方,石碣11方。其中元代碑石5方,石碣11方,明代碑石9方，尤以元代镌刻的四面道流碑最为珍贵。

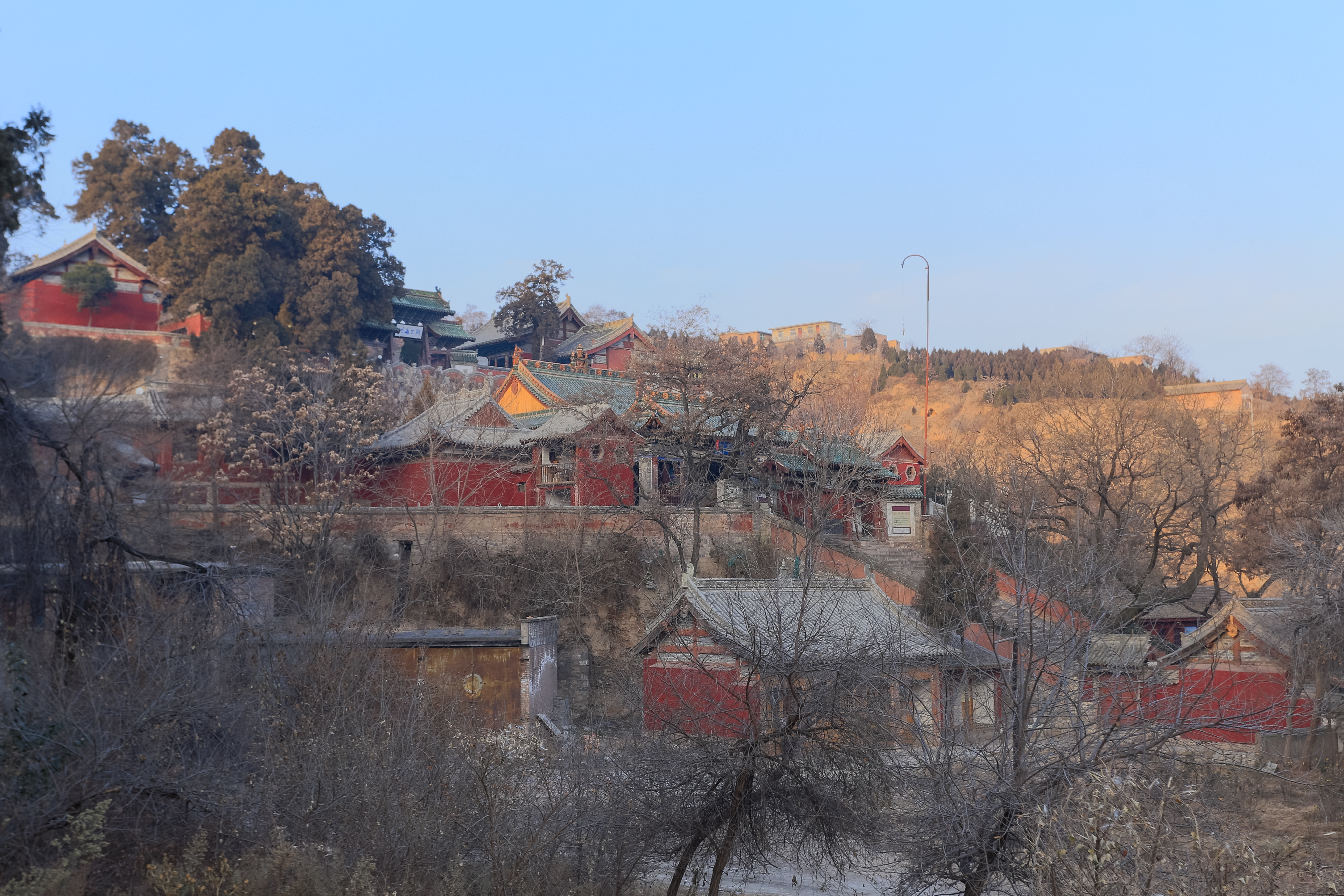
玉泉观全景